# Damian Prentki
Damian Prentki (ur. 5 lutego 1996 w Poznaniu) – polski kajakarz, dwukrotny mistrz juniorów Polski w 2014 roku, zawodnik KS Posnania (UKS Pamiątkowo).
Kilkukrotny medalista mistrzostw Polski, najlepszy Junior w roku 2014 na dystansach 200 m i 500 m. Reprezentował Polskę na mistrzostwach świata juniorów i mistrzostwach Europy juniorów w kajakarstwie w 2014 roku.